# 模拟人生系列
模拟人生系列（英語：The Sims）是由Maxis开发并由艺电发行的一系列生活模擬类电子游戏。该系列游戏在全球累积已经售出超過2亿份，是有史以来最畅销的电子游戏系列之一。
模拟人生系列游戏的主要构成部分是沙盒类游戏，因为这个系列的游戏缺乏明确的目标；除了后续的游戏资料片或引入这种风格的主机游戏。玩家可以在游戏内创建一个“模拟市民（Sims）”的虚拟角色，然后将他放入到一个房屋内，通过引导他们的情绪和满足的他们的需求来完成游戏。玩家可以将模拟市民放在游戏内预置的房屋内，也可以自己动手搭建房屋来安置模拟市民。该系列游戏的后续资料片或续作都增强了玩家操作模拟市民的能力。
模拟人生系列隶属于“模拟系列游戏”，这是由《模拟城市》于1989年所开创。

## 开发历程

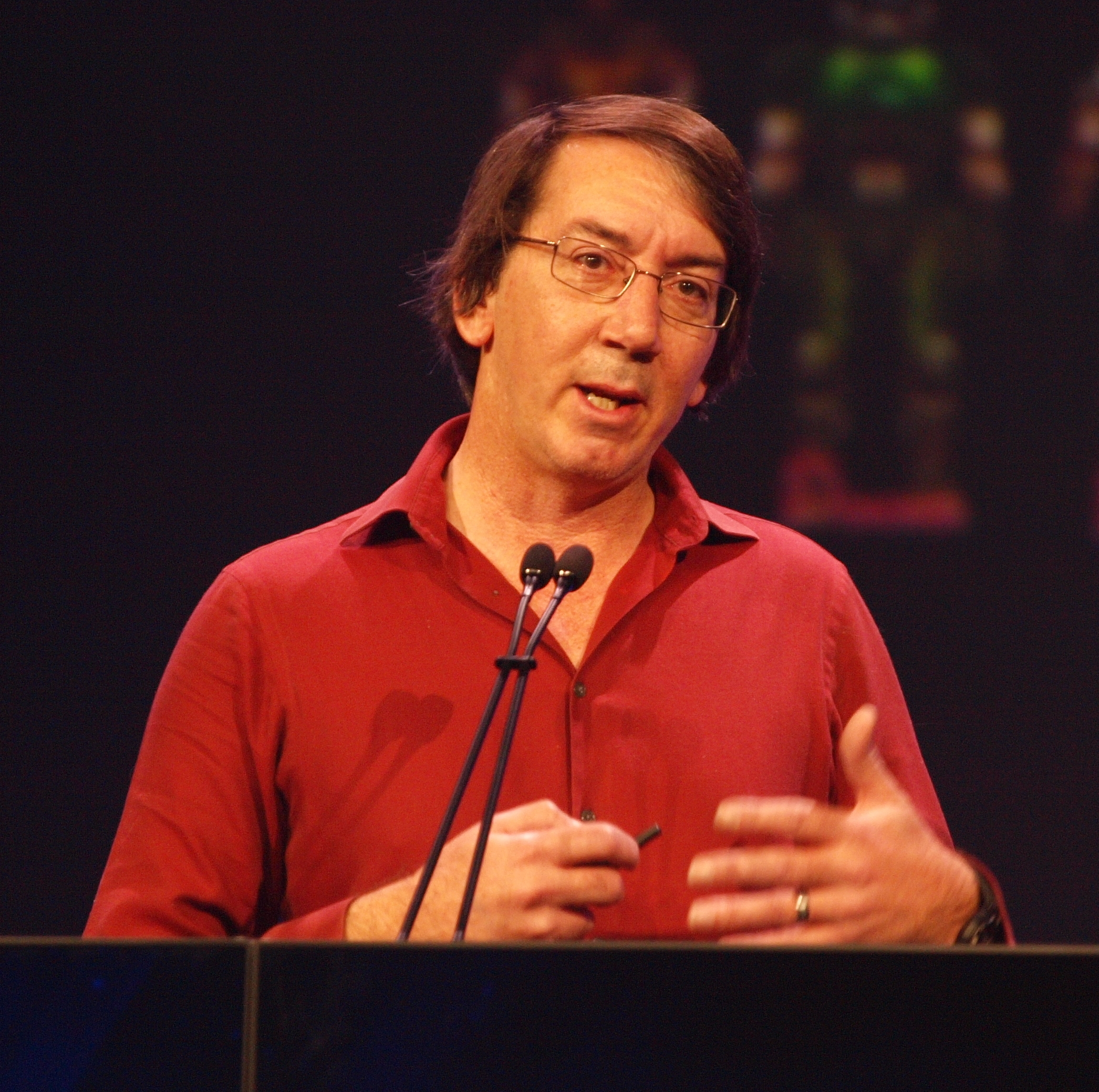
系列主创：威尔·莱特

游戏主创设计师威尔·莱特在1991年的奥克兰大火中失去了自己的家园，他在随后开始重建自己的生活。这件事使他受到启发而计划开发一个“虚拟的娃娃房屋”。在更换他的房屋、家具和家庭财产的过程中，他开始考虑将这个经历转换为游戏。当威尔·莱特带着自己的创意来到Maxis的董事会时，他们对这款游戏的成功表示怀疑，并且拒绝为莱特提供任何支持或资助。而当艺电于1997年收购Maxis之后，艺电的董事会显然对莱特的计划更加信服。由于《模拟城市》的成功，这让艺电意识到开发模拟系列游戏的盈利前景。
威尔·莱特指出模拟人生系列游戏其实是对美国消费文化的讽刺。在开发模拟人生系列游戏时，威尔·莱特借鉴了1977年出版的建筑与城市设计类书籍《模式语言》（A Pattern Language）、美国心理学家亚伯拉罕·马斯洛在1943年发表的论文《人类动机的理论》（A Theory of Human Motivation）及其“需求层次理论”，以及查尔斯·汉普顿-特纳的《思维地图》（Maps of the Mind）来构建游戏中的人工智能。

## 游戏版本
| 2000 | 模拟人生                   |
| 2001 |                            |
| 2002 | 模拟人生Online             |
| 2003 |                            |
| 2004 | 模拟人生2                  |
| 2005 |                            |
| 2006 |                            |
| 2007 | 模擬市民趴趴走：人生大冒險 |
| 2007 | 模拟人生：宠物物语         |
| 2008 | 模拟人生：孤岛物语         |
| 2009 | 模拟人生3                  |
| 2010 |                            |
| 2011 | 模擬市民中世紀             |
| 2011 | 模拟时光                   |
| 2011 | 模拟人生免费版             |
| 2012 |                            |
| 2013 |                            |
| 2014 | 模拟人生4                  |
| 2015 |                            |
| 2016 |                            |
| 2017 |                            |
| 2018 | 模拟人生移动版             |

### 主系列

#### 模拟人生
《模拟人生》是“模拟人生系列”的第一部作品，由Maxis开发并由艺电发行，于2000年2月4日在微软的视窗操作系统平台上发布。这款游戏使用了正方投影技术，对一个和数个生活在临近模拟城市郊区的虚拟人物（模拟市民）的日常生活进行了开放式的拟真展示。
《模拟人生》在本作之外还发行了7款与之相关的资料片和2个包含独家内容的豪华套装。它以几种不同的格式重新包装，并且在几个不同的平台上发布了不同的版本。到2002年3月22日，《模拟人生》在全球的销量已超过630万张，超过了《神秘岛》，成为当时历史上最畅销的PC游戏。
原版游戏、7个资料片和2个豪华套装内容构成了模拟人生第一代作品的全部内容。本代产品的所有PC版均由Maxis开发。到2005年2月，该游戏已在全球销售了1600万份。

#### 模拟人生2
艺电于2004年9月14日发布了《模拟人生2》。这部由Maxis开发的游戏续作采取了完整的3D建模技术，和原作的正方投影技术迥然不同。在本款作品里，模拟市民需要经历七个年龄阶段，从婴儿期到成年期再到老年期，最后直至死亡。《模拟人生2》的另一个主要特征就是引入了“抱负系统（Aspiration System）”。每个模拟市民可以根据其抱负和个性展现出不同的“渴望”和“恐惧”。因此，抱负系统的水平决定了模拟市民完成任务时的有效性。模拟市民的“渴望”得到满足时，玩家可以获得“抱负点”；而“抱负点”可以购买相应的抱负奖励。此外，《模拟人生2》还给游戏设置了“工作日”和“周末假日”的区别。在周末，孩子们可以不用上学而留在家里娱乐；而在假日，成年人可以选择外出度假。
根据官方设定，《模拟人生2》的游戏时间在《模拟人生》故事的25年之后。例如：在经历了25年的时间变迁之后，哥特家族的成员年龄都发生了很大的变化，而贝拉·哥特（Bella Goth）更是神秘地消失了（可能已经死亡了）。由于《模拟人生2》整个游戏已经从二维精灵图进化成三维模型，所以游戏的所有内容都必须重新构建。正因为如此，《模拟人生2》无法与主系列第一代游戏的任何内容实现向后兼容。但是，作为续集的《模拟人生2》还是开发了一些与《模拟人生》相关的对象和功能。
艺电共计为《模拟人生2》发行了8款资料片和9款物品包。《模拟人生2》商店也为该游戏发行了超过400种物品。此外，包括预购商品在内的商品在这一代游戏的生命周期中均已发布。

#### 模拟人生3
《模拟人生3》于2009年6月2日由艺电发行。这款续作在2006年11月便已经宣布。按照游戏设定，《模拟人生3》的故事发生时间在《模拟人生》之前25年。《模拟人生3》提供了更开放的无缝社区系统、改进的模拟市民塑造系统、增强的建造及购买模式，以及愿望系统和目标系统的引入。《模拟人生3》通过逐步的小目标系统来引导游戏目标，从而创造了一种新的定向游戏方式；当然，这些游戏目标是可以被玩家自由追求和放弃的。《模拟人生3》在第一周售出140万份，成为当时PC游戏史上发行量最大的游戏。
该系列的第三代产品发布了11个资料片和9个物品包。此外，模拟人生3商城还提供许多在线商品，需额外收费。

#### 模拟人生4
艺电于2014年5月6日宣布了将发布《模拟人生4》。官方公告指出这款续作依旧是由Maxis负责开发。但是，《模拟人生4》采用了与上一版不同的游戏设置。2014年下半年，更多有关游戏功能和玩法的细节被公开了。在2014年的E3电子娱乐展上，艺电宣布《模拟人生4》于同年9月2日正式发行。
截至2023年12月，《模拟人生4》共计发行了16个资料片：来去上班、欢聚一堂、都会生活、猫狗总动员、春夏秋冬、星梦起飞、岛屿生活、玩转大学、绿色生活、雪景仙踪、乡间生活、高中时代、成长路上、骏马牧场、乐租生活和怦然心動。同时，《模拟人生》还拥有12个扩充包和19个物品组合包。而在随后的更新里，《模拟人生4》增加了以前由于时间限制而缺少的内容，例如地下室、幽灵、游泳池、模块化楼梯、幼儿和地形工具等；同时也增加了新的职业选择。

### 衍生系列

#### 模拟人生Online
2002年12月，艺电公布了由Maxis开发的《模拟人生Online》，其后游戏更名为“艺电大陆（EA Land）”。它将《模拟人生》重制为大型多人在线游戏，玩家可以在此相互交流。但是本款衍生作品却没有达到原版作品的成功水平，《模拟人生Online》的评价乏善可陈。许多评论人士将自己对《模拟人生Online》的游戏体验比喻为“仿佛置身一家大型网络聊天室”。2008年8月1日，艺电大陆商城宣布关闭。

#### 模拟人生物语系列
《模拟人生物语系列》是“模拟人生系列”游戏下的一个“子系列”游戏，于2007年至2008年期间发行；改系列游戏是基于《模拟人生2》游戏引擎的修改版。修改版主要是针对配置相对较弱的操作系统（例如笔记本电脑）进行优化。因此，《模拟人生物语系列》的系统配置要求小于《模拟人生2》；不过其也可以在台式电脑上游戏。这个系列主要针对三个人群市场：希望在笔记本电脑上玩《模拟人生2》的人、希望在玩游戏时同时从事诸如即时通信等活动的人、刚刚入手模拟人生系列游戏的人。

## 系列影响
模拟人生系列的成功使得其多项成绩被吉尼斯世界纪录授予认证，这其中就包括截至2017年的“最多视频游戏系列资料片（Most Expansion Packs for a Videogame Series）”及“最畅销电脑游戏系列（Best Selling PC Game Series）”。据估计，模拟人生系列的销售量在3600万到5000万份之间。截至2019年10月，模拟人生系列所有游戏的累积总销售额超过了50亿美元。

### 改编计划
根据模拟人生系列游戏改编的真人剧情电影曾宣布在2007年上映。2007年5月25日，模拟人生系列的电影改编权被宣布被20世纪福斯公司收购；这部电影计划由布莱恩·林奇担任编剧，而由约翰·戴维斯担任制片。但是在2019年，由华特迪士尼公司收购21世纪福斯公司之后，该电影及其他20世纪福斯电影公司正在开发的诸多基于游戏改编的电影都被宣布取消。